# Академія Леона Козьмінського
Академія Леона Козьмінського, також Університет Козьмінського — це приватна некомерційна бізнес-школа у Варшаві. Заклад був створений у 1993 році і названий на честь Леона Козьмінського, польського професора економіки і підприємництва, а також батька Анджея Козьмінського — першого ректора школи. Академія Леона Козьмінського — це одна із найкращих бізнес-шкіл в світі та власниця найпрестижніших європейських акредитацій EQUIS, AACSB та AMBA. Лише 1% бізнес-шкіл по всьому світу мають представлені сертифікати міжнародної акредитації якості. Крім того, академія має один з найвищих рейтингів серед приватних університетів у Польщі.
Навчання може здійснюватись польською та англійською мовами, академія пропонує ступінь бакалавра, магістра і аспіранта, а також докторський ступінь в управлінні, фінансах, права, європейських досліджень, соціології, психології та адміністрації.

## Акредитації
У 1999 році Академія Леона Козьмінського була першою бізнес-школою в Центральній і Східній Європі, що мала акредитацію рівня EQUIS. У 2005 році академія знову стала першою бізнес-школою в Центральній і Східній Європі визнаною акредитаційними організаціями AACSB, AMBA і CEEMAN. Університет Козмінського — це також єдина навчальна організація акредитована з відзнакою Національного акредитаційного комітету. Крім того, академія є повноправним членом Європейської Асоціації Студентів Права та Асоціації європейських університетів.

## Історія
- Жовтень 1993 — Академія отримала право на викладання в галузі управління та маркетингу.
- 1996 — Отримала додатковий ступінь у галузі управління і маркетингу.
- 1997 — Відкрила факультети фінансів та банківської справи.
- 1998 — Академія отримала право присвоювати ступінь доктора економічних наук в галузі науки управління.
- 1999 — Нагороджена Європейською Системою Вдосконалення Якості акредитацією типу EQUIS.
- 2000 — Академії надано статус членства CRASP.
- 2001 — Отримала право проводити п'ятирічні програми ступеня магістра в галузі права, а також аспірантуру в галузі фінансів та банківської справи.
- 2002 — Отримала право на викладання за спеціальністю адміністрації.
- 2003 — Академія проводить перші професійні дослідження у сфері соціології. Отримав право на докторський ступінь економічних наук у галузі управління.
- 2004 — Академія отримала дозвіл на викладання психології управління.
- 2005 — Підтвердила акредитацію Європейської системи підвищення якості EQUIS.
- 2008 — Вища атестаційна комісія надає академії право надавати ступінь доктора економічних наук в галузі економіки. Крім того, вона була акредитована AMBA для програми MBA.
- 2009 — Академія отримала дозвіл на проведення досліджень I і II ступеня з економіки. Вища атестаційна комісія надає право нагороджувати ступенем доктора юридичних наук в дисципліні закону.
- 2013 — Отримала право на надання премії аспірантам в галузі фінансів.

## Структура
Академія Леона Козьмінського здійснює свою діяльність в наступних відділеннях:
- Департамент адміністрування та адміністративного права,
- Департамент економіки,
- Департамент європейських досліджень,
- Департамент фінансів,
- Кафедра історії держави і права
- Департамент маркетингу,
- Департамент комп'ютерних наук,
- Кафедра міжнародних економічних відносин,
- Кафедра соціальних наук,
- Департамент фінансового та податкового права,
- Департамент комерційного права,
- Кафедра кримінального права,
- Кафедра конституційного права,
- Кафедра міжнародного права та права Європейського Союзу,
- Департамент приватного права,
- Департамент підприємництва,
- Департамент економічної психології,
- Департамент бухгалтерського обліку,
- Департамент стратегії,
- Кафедра теорії та філософії права,
- Департамент з питань управління,
- Департамент міжнародного менеджменту,
- Департамент з питань управління людськими ресурсами.[5]

## Кампус
Складається з чотирьох будівель (А, В, С і D) із загальною площею близько 20000 квадратних метрів. Розташований він у Празі в північно-східному районі Варшави. Заклад має 6 великих аудиторій (розраховані від 100 до 200 осіб), 26 класів місткістю від 50 до 100 осіб і 24 — до 50 осіб.
Фактично усі класи обладнані аудіо- та відеотехнікою. Крім того, школа має 5 класів для семінарів та дискусій, а в залі Сенату є ще 4 комп'ютерних класи і 2 серверні кімнати. На території також є три столових, які доступні як для викладачів, так і для студентів, книжковий магазин, два копіювальні офіси, банкомат, пошту.

## Видавництво
Академія щоквартально видає науковий журнал «Менеджмент і адміністрація бізнесу». «MBA.CE» — це національний науковий журнал про управління в установах державного і приватного сектора. Журнал включає в себе статті про: управління людськими ресурсами, теорію організації, стратегічне управління, корпоративне замовлення, управління економікою, фінанси та бухгалтерський облік. Статті засновані на таких дисциплінах як: економіка, психологія, соціологія та закон. Також, MBA.CE входить до списку періодичних видань, що замовляє Міністерство науки та вищої освіти.